# زنان در سیاست ایران

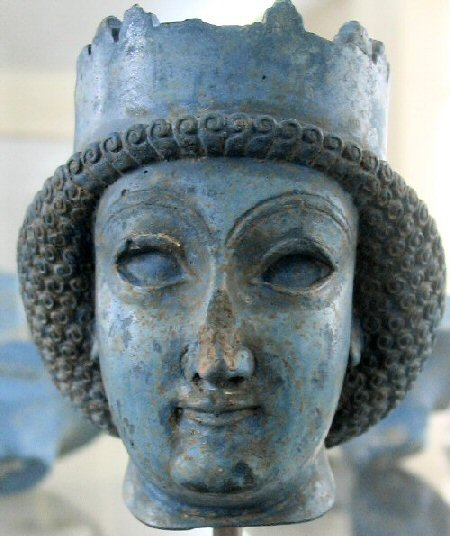
سردیس آتوسا از قدرمندترین و تاثیرگذارترین زنان در تاریخ ایران، وی دختر کوروش بزرگ، شهبانوی داریوش بزرگ، و مادر خشایارشا بود.

زنان در سیاست ایران به وضعیت، مشارکت و نقش زنان ایرانی در سیاست ایران در طول تاریخ این کشور می‌پردازد. زنان نیمی از جمعیت هر جامعه را تشکیل می‌دهند و در طول تاریخ در تمام صحنه‌ها همراه مردان و در کنار مردان حضور داشته‌اند، اما نقششان کم رنگ بوده‌است

## دوره‌های تاریخ

### هخامنشیان
زنانی همچون آتوسا همسر داریوش بزرگ کاخ و کوشک خود را داشته و سرمایه و پیشکار داشته‌است و حتی شمار جشن‌ها و مهمانی‌هایی که آتوسا برگزار کرده‌است نیز در مهرها و لوح‌های گلی تخت جمشید نوشته شده‌است. پژوهش‌ها نشان می‌دهد ک زنان در دوره هخامنشیان ازادی‌های ویژه خود را داشته‌اند. نقش برجسته‌ها و آثار مهرهای دوره‌های تاریخی یادشده اند که به جایگاه و نقش زنان در عرصه‌های حقوقی و سیاسی پرداخته‌اند. نقش برجسته‌های مرتبط با موضوع زنان هخامنشیان از آشوریان، احترام به زن و گستردگی مشارکت آنان در فعالیت‌های سیاسی و اقتصادی، استقلال و آزادی‌های فردی در زندگی خصوصی زنان هخامنشی نسبت به دوره آشوریان بیشتر است. برای شناخت جایگاه و نقش زن در هر دورهای و بررسی آن از جنبه‌های حقوقی و سیاسی باید جنبه‌های عمومی زندگی اعم از اجتماعی، فرهنگی، اقتصادی و سایر مسائل آن جامعه نیز در نظر گرفته شود. به عبارت دیگر، در هیچ دورة تاریخی وضعیت و جایگاه زن از جنبه‌های مختلف از وضع عمومی آن جامعه مجزا نبوده‌است. در کل دوران امپراتوری هخامنشی، زنان درباری و بانوان نجیب‌زاده، که با خانواده شاه ارتباط داشته‌اند، بخشی از همراهان شاه را در سفرها تشکیل می‌دادند. هریک از زنان خانواده سلطنتی به‌طور خصوصی مسافرت می‌کردند؛ اگرچه این سفرها فارغ از وظایف رسمی نبوده‌است. موقعیت زنان در سفرها در هریک از دو تمدن مورد نظر متفاوت بوده‌است. زنان در تمدن هخامنشی یا به همراه پادشاه یا نجبا با احترام و تکریم یا به تنهایی و مستقل یا رسمی مسافرت می‌کردند.

#### زنان تأثیرگذار
آتوسا
آتوسا ملکه بیش از ۲۸ کشور آسیایی در زمان امپراتوری داریوش بزرگ بود و از وی به نام شهبانوی داریوش بزرگ یاد کرده‌اند. این زن یکی از مهم‌ترین نقش‌ها را در تاریخ ایران در دربار داریوش بزرگ اجرا می‌کرد. آتوسا که شاعر و ادیب بود؛ به نوجوانان درس ادبیات پارسی می‌داد. وی بزرگترین نقش مهم را در امور مملکتی اجرا می‌کرد و در عین حال بهترین همیار روحی و روانی برای داریوش همسر تاجدارش بود. او در نبرد با شورشی‌ها و نیز یونانی‌ها داریوش را همراهی می‌کرد و به شاه قدرت می‌داد.
کاساندان
کاساندان همسر کوروش بزرگ، از معروف‌ترین شهبانویِ دربار و تنها همسر کوروش بزرگ به حساب می‌آید و در نزد کوروش بسیار مورد احترام بود و با قدرت مطلق شهبانوی ایران در کنار کوروش بزرگ بر جهان پادشاهی می‌کرد و به‌طور مستقل دومین فرد قدرتمند و سیاستمدار حکومت بود.
آمیتیس
آمیتیس دختر خشایارشا یکم و شهبانو آمستریس، همچنین خواهر تنی اردشیر یکم بود. او با یک نجیب‌زاده پارسی به نام بغابوخش فرزند زوپیر ازدواج کرد. آمیتیس و مادرش در زمان سلطنت اردشیر یکم زنان قدرتمند دربار بودند.
داماسپیا
داماسپیا بر روی شوهر خود اردشیر یکم نفوذ فوق‌العاده‌ای داشت و در زمان حیات اردشیر، پسر وی یگانه وارث قانونی و واقعی اردشیر محسوب می‌شد. عجب آنست که در اوایل سال ۴۲۴ پیش از میلاد در همان روزی که اردشیر از دنیا رفت، داماسپیا نیز آنگونه که در روایت کتزیاس آمده‌است، وفات یافت. پس از مرگِ اردشیر، خشایارشای دوم به جانشینی پدر رسید ولی تنها بعد از گذشت چهل و پنج روز به‌دست برادر ناتنی اش سغدیانوس کشته شد. جنازهٔ او را همراه با پدر و مادرش ظاهراً در یک روز برای تدفین به پارس بردند.
پروشات
پروشات یکی از شهبانوهای قدرتمند این دوره همسر داریوش دوم و مادر اردشیر دوم هخامنشی بود. او در زمان پادشاهی همسر و پسرش نفوذ بسیاری در دربار داشت. پروشات به سیاست‌پردازی، کاردانی، سخت‌دلی و خشونت با دشمنانش معروف است. او در طول دوره فرمانروایی شوهرش داریوش دوم و پسرش اردشیر دوم تا زمان مرگش برای چهل سال نفوذ به شدت زیاد و بزرگی داشت و نقش مشاور سیاسی را برای هر دو شاهنشاه بر عهده داشت. طبق گفته‌های تمام تاریخ‌نگاران، نقش نیرومند پروشات یکی از علل اصلی نابودی شاهنشاهی هخامنشی بوده‌است. پروشات زنی بسیار قدرتمند و دارای شبکه‌ای از جاسوسان و خبرچینان بود. کتزیاس، که پزشک وی بود، در کتاب‌های خود ذکر می‌کند که او چگونه افرادی را که برای تاج‌وتخت تهدیدی بودند شناسایی و اعدام می‌کرد. پروشات بسیار باهوش بود و موفق شد به داریوش دوم، که فرزندی غیررسمی بود و قانونی به‌شمار نمی‌رفت، در رسیدن به تاج‌وتخت کمک کند. کتزیاس یاد کرده که وی به مشاورانش بسیار وابسته بود.
آرتمیس
نخستین و تنها بانوی دریاسالار جهان تا به امروز. او به سال ۴۸۰ پیش از میلاد که در حدود ۲۴۸۰ سال پیش، به مقام دریاسالاری ارتش خشایارشاه رسید. او فرمان دریاسالاری خویش را از سوی خشایارشاه هخامنشی دریافت کرد و در نبرد ایران و یونان ارتش ایران را از مرزهای دریایی هدایت می‌کرد. برای نخستین بار ناوشکن بزرگی به نام یک زن نام گذاری کرد و او آرتمیس بود.

### ساسانیان
یافته‌های پژوهش حاکی از این است که به گواهی مهرها، اثرمهرها، سکه‌ها و سایر آثار هنری دوره ساسانی، زنان علاوه بر مقام ملکه، به مقام پادشاهی نیز رسیده‌اند. منابع بر جای مانده از ایران باستان عبارت از کتیبه‌ها، سکه‌ها، مهرها و دیگر آثار است. در این دوره حقوق زنان در زمینه ازدواج، ارث، طالق و مالکیت دارای تحولاتی شده‌است. تصویب قوانین جدید از اقدامات مثبتی است که موجب گسترش فعالیت‌های اجتماعی زنان در این دوره شد.
زنان درباری مانند ملکه و مادر شاه در فعالیت‌ها و تصمیم‌گیری‌های خود آزادتر بودند. آنان در رکاب شاه سفر نموده و در مناسبت‌های رسمی دربار شرکت کرده؛ همچنین با وجود خطرات شاه را در جنگ‌ها نیز همراهی می‌کردند. دو زن در سده ۷ میلادی به مقام پادشاهی رسیدند؛ ملکه بوران و ملکه آذرمیدخت به عنوان یگانه بازماندگان مشروع خاندان ساسانی به این مقام رسیدند. حضور در محافل سیاسی و میدان‌های نظامی گویای پذیرش نسبی مقام و موقعیت زنان درباری در ساختار سیاسی- اجتماعی این دوره است.
شاپور اول بر طبق کتیبه کعبه زرتشت بند ۱۸ تحریر پارتی به نام دخترش آذرآناهید آتش روشن کرده و از او با عنوان شهبانوان شهبانو یاد کرده‌است. شاهنشاه شاپور یکم در رأس نام فرزندانش از آذرآناهید یاد کرده‌است. یاد شدن نام زنان در کتیبه کعبه زرتشت نه بر مبنای رابطه نَسَبی آنان با شاپور اول، بلکه بر اساس مقام اجتماعی آنان بوده‌است. به استناد کتیبه کعبه زرتشت، همسر شاپور میشان شاه پسر شاپور اول که نامش در فهرست درباریان شاپور اول با رتبه ممتاز سوم آمده عنوان شهبانو را به خود اختصاص داده‌است. جدا از متون مذهبی که قوانینی را در خصوص زنان در این دوره یادآور شده‌اند دیگر منابع برجای مانده از این دوره غالباً روایتگر حیات اجتماعی و سیاسی زنان طبقات بالای جامعه است.
در دوره ساسانی تصویر ملکه‌ها بر روی ظروف نقرهای، مهرهای مسطح، مدال‌ها، سکه‌ها و نقش برجسته‌های صخرهای تصویر شده‌اند. یکی از نقش مایه‌های رایج مهرها در این دوره، همسانسازی ملکه ساسانی با ایزد بانو آناهیتاست. ملکه به‌طور مشخص نماد زمینی آناهیتا، ایزدبانوی آبها محسوب می‌شود. در میان مهرهای برجای مانده از دوره ساسانی چندین مهر با نام دینگ معرفی شده‌اند. نام دینگ مادر پاپک در فهرست درباریان اردشیر در رتبه پنجم و پس از نام چهار شاه تابع اردشیر آمده‌است. او جایگاه ممتازی را به خود اختصاص داده‌است. وجود این مهر، گویای جایگاه برجسته زنان درباری در ساختار اداری است. مهر دیگر ساسانی متعلق به یزدان فرای شاپور، یکی از همسران شاپور سوم است که از نوعی عقیق ساردونیکس ساخته شده بود.

### صفویان
این دوره که زنان را از نظر استقلال مالی و آموزشی به زنان برگزیده مبدل کرده بود باعث شد تا زنان ابزار و وسائل لازم را برای شرکت در مسائل و مشکلات سیاسی و امور شهرداری به دست بیاورند.عصر صفویه را می‌توان دوران تحکیم سنت حکومت زنان در تاریخ دانست، زیرا آنان ابزار و وسائل لازم برای شرکت در مسائل سیاسی و اجتماعی را به دست آوردند. زنان هیئت حاکمه در این دوره با عناوینی همچون همسر، مادر، خواهر شاه و حاکمان، توانستند نقش مؤثری در عرصه‌های مختلف از جمله استقرار دولت صفویه و مناسبات سیاسی و خارجی ایفا نمایند. این نقش آفرینی با نزدیک شدن به اواخر حکومت صفویان موثرتر و گاه مخرب تر شد.

### قاجاریان
در دوره قاجار به علت توسعه ارتباطات و مراودات ایرانیان با کشورهای اروپایی و نیز استعمار ایران توسط انگلیس و روسیه تغییراتی در هویت زنان ایرانی به وجود آمد. در این میان گروه‌های مختلفی از زنان دست به کنش جمعی زدند. زنان در این دوره برای نخستین بار به شکل منظم و گروه‌بندی شده کنش جمعی انجام می‌دادند و سعی در نفوذ در لایه‌های اجتماعی عمومی جامعه داشتند.
- ملک‌جهان خانم
- انیس الدوله

### جمهوری اسلامی

#### زنان تأثیرگذار
زهرا رهنورد

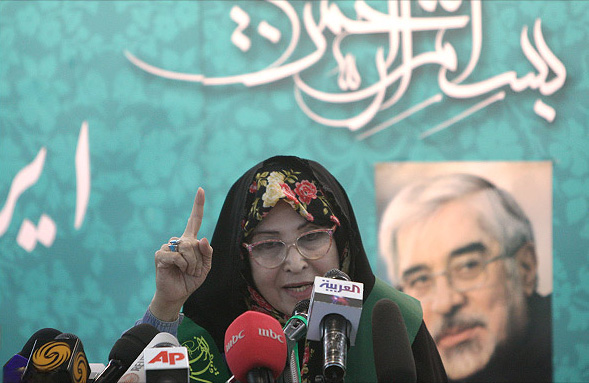
نشست خبری زهرا رهنورد در دهمین دوره انتخابات ریاست جمهوری

رهنورد پیش از پیروزی انقلاب اسلامی در دوران دانشجویی از مبارزان علیه رژیم شاه بود و در سال ۱۳۵۵ به همراه دو فرزندش به آمریکا مهاجرت کرد، و به عضویت کنفدراسیون دانشجویان ایرانی درآمد و علیه رژیم فعالیت می‌کرد، او در آستانه پیروزی انقلاب به کشور بازگشت.
پس از پیروزی انقلاب اسلامی از فعالین اجتماعی بود، او از سال ۱۳۵۷ تا ۱۳۵۹ جامعه زنان جمهوری اسلامی و زنان مسلمان را پایه‌ریزی کرد، پس از آن به عنوان سردبیر «راه زینب» که همان اطلاعات بانوان پس از تغییر نام بود، مشغول فعالیت شد. او تا سال ۱۳۶۷ به عنوان اولین سردبیر در این مجموعه حضور داشت.
پس از پیروزی سیدمحمد خاتمی در انتخابات ۲ خرداد سال ۱۳۷۶، رهنورد به عنوان مشاور سیاسی رئیس‌جمهور انتخاب شد. او پس از یک سال به عنوان رئیس دانشگاه الزهرا منصوب شد و تا سال ۱۳۸۵ در این سمت باقی ماند.
رهنورد در جریان اعتراضات انتخابات ریاست جمهوری در سال ۱۳۸۸ به همراه همسرش در حصر خانگی به سر می‌برد. بی‌بی‌سی در گزارشی دربارهٔ رای نیاوردن میرحسین موسوی، مهدی کروبی و محسن رضایی در زادگاه‌های خود براساس گزارش خبرگزاری ایرنا، درانتخابات ریاست جمهوری سال ۱۳۸۸، اعلام کرد که زهرا رهنورد، در گفتگو با بخش فارسی بی‌بی‌سی، با اشاره به ترک‌زبان بودن همسر و لر بودن خودش از اینکه در این مناطق، آرا اعلام شده مطابق با نظرسنجی‌های قبل از انتخابات، از آن آن‌ها نبوده‌است، ابراز تعجب کرد.
مجله بین‌المللی فارن پالیسی، زهرا رهنورد همسر میرحسین موسوی را به عنوان نفر سوم در فهرست صد متفکر برتر جهان در سال ۲۰۰۹ انتخاب کرد. این مجله آمریکایی، زهرا رهنورد را مغز متفکر «انقلاب سبز ایران» و تبلیغات انتخاباتی همسرش میرحسین موسوی معرفی کرده‌است. پیش از نام زهرا رهنورد، بن برنانکی رئیس بانک مرکزی آمریکا و باراک اوباما رئیس جمهوری ایالات متحده در رتبه‌های نخست و دوم این فهرست قرار دارند.
همزمان با تظاهرات روز دانشجو در ۱۶ آذر، گروهی از زنان بسیجی به زهرا رهنورد حمله کردند. رادیو آلمان به نقل از سایت کلمه، سایت خبررسانی میرحسین موسوی، نوشت که زهرا رهنورد، استاد دانشگاه تهران و همسر آقای موسوی، ابتدا در محل کارش در دانشکده هنرهای زیبا و پس از آن در خیابان وصال تهران با گاز فلفل مورد حمله لباس شخصی‌ها قرار گرفته‌است. به گفته سایت کلمه، افراد مهاجم از فاصله نزدیک به صورت زهرا رهنورد گاز فلفل پاشیدند که به «تنگی نفس و نابینایی موقت» او منجر شد. همچنین برای بار دوم، در پیش‌ازظهر ۱۷ آذر نیز گروهی از زنان لباس شخصی با هجوم به دانشکده هنرهای زیبا قصد حمله به وی را داشتند.
مرضیه وحید دستجردی
او نمایندهٔ دوره‌های ۴ و ۵ مجلس شورای اسلامی و مدیر روابط دانشگاهی و امور بین‌الملل دانشگاه علوم پزشکی تهران بوده‌است. وی با حکم سید علی خامنه‌ای، در تاریخ ۱۶ فروردین ۱۳۹۴ ه‍. خ، عضو هیئت امناءی کمیته امداد امام خمینی شد. او از مطرح‌کنندگان «طرح تفکیک جنسیتی در بیمارستان‌ها» است. دستجردی با طرح پیوستن ایران به کنوانسیون امحای کلیه اشکال تبعیض علیه زنان مخالفت کرده‌است. وحید دستجردی تنها وزیر بهداشت زن در تاریخ ایران بوده و تا کنون تنها زنی است که در تاریخ حکومت جمهوری اسلامی ایران به مقام وزارت رسیده‌است. همچنین پس از فرخ‌رو پارسا و مهناز افخمی، وحید دستجردی سومین زن نیز در تاریخ ایران است که وزیر شده‌است.
مریم رجوی

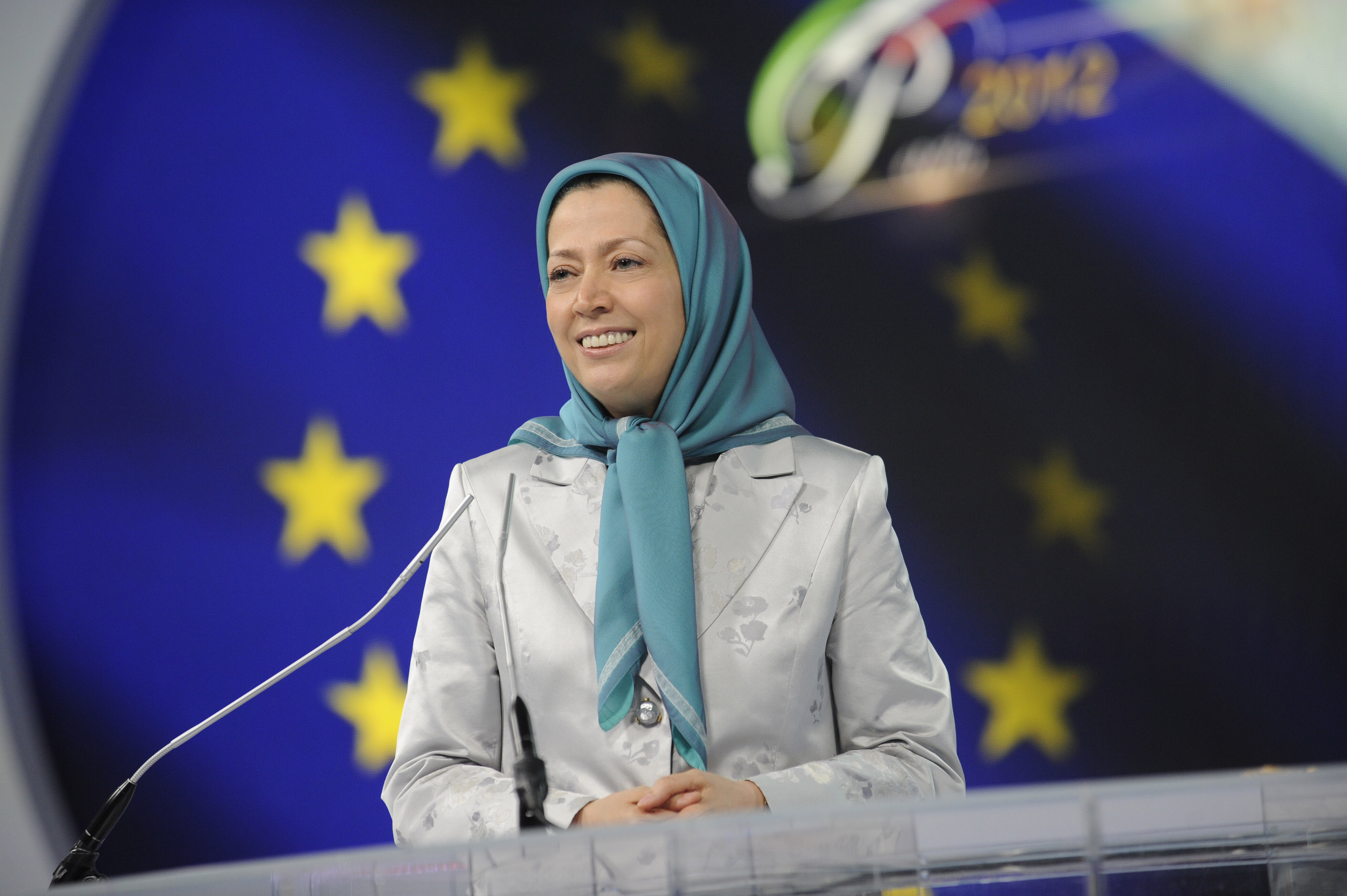
رجوی رهبر سازمان مجاهدین خلق ایران

مریم رجوی سیاستمدار و رئیس‌جمهور منتخب شورای ملی مقاومت ایران برای دوران انتقال است. وی به همراه مسعود رجوی رهبری مشترک سازمان مجاهدین خلق ایران را بر عهده دارد. او فارغ التحصیل مهندسی متالورژی از دانشگاه صنعتی شریف است. برادرش (محمود) از اعضای قدیمی سازمان مجاهدین است و در زمان شاه زندانی سیاسی بود. خواهر بزرگتر وی (نرگس) در زمان شاه به دست مأموران ساواک کشته شد، خواهر دیگر وی (معصومه) دانشجوی مهندسی صنایع دانشگاه علم و صنعت تهران در سال ۱۳۶۱ توسط جمهوری اسلامی دستگیر و در حالی که باردار بود، اعدام شد.
پس از انقلاب ۱۳۵۷ مریم رجوی در انتخابات مجلس شورای ملی (۱۳۵۸)، از سوی شورای مرکزی کاندیداهای انقلابی و ترقی‌خواه به عنوان یکی از کاندیداهای تهران معرفی شد که ۲۲۱٫۸۳۱ رای را به خود اختصاص داد.
در سال ۱۳۷۲ شورای ملی مقاومت ایران مریم رجوی را به عنوان «رئیس‌جمهوری منتخب مقاومت ایران برای دوران انتقال» انتخاب کرده‌است. بر اساس مصوبه شورای ملی مقاومت ایران، بعد از براندازی حکومت جمهوری اسلامی تا تأسیس مجلس مؤسسان و برگزاری یک انتخابات آزاد، ریاست جمهوری موقت کشور با مریم رجوی خواهد بود.
طرح ده ماده‌ای مریم رجوی برای «ایران فردا» بیانگر دیدگاه‌ها و راهبردهای شورای ملی مقاومت و پلاتفرم عمل مقاومت ایران برای ایران آزاد فردا است. در طرح ۱۰ ماده‌ای، رجوی تعهد خود را به اعلامیه جهانی حقوق بشر و سایر اسناد بین‌المللی اعلام کرده و همچنین خواستار لغو مجازات اعدام، ایجاد یک نظام حقوقی مدرن و استقلال قضائیه و همزیستی مسالمت‌آمیز، روابط با همه کشورها و احترام به منشور سازمان ملل متحد است. پایان دادن به ساخت سلاح‌های هسته‌ای از دیگر مواد این طرح می‌باشد.
مریم رجوی مدافع سرسخت برابری جنسیتی‌ و مخالف حجاب اجباری است. وی در سخنرانی‌های مختلف خود برای لغو حجاب اجباری فراخوان داده و همچنین به نقش فعال زنان در جامعه در تمامی زمینه‌ها و برابری زنان با مردان معتقد است.
فائزه هاشمی
فائزه هاشمی تنها فرزند اکبر هاشمی رفسنجانی است که وارد فعالیت‌های سیاسی شد. وی در میان افکار عمومی ایران، چهره‌ای اصلاح طلب محسوب می‌شود. او در انتخابات دوره پنجم مجلس شورای اسلامی شرکت کرد و موفق شد به عنوان نماینده دوم تهران به مجلس پنجم راه یابد. فائزه هاشمی دربارهٔ فعالیت‌هایش در مجلس پنجم می‌گوید:
فعالیت‌های من در مجلس سه بعد داشت؛ مسائل روز جامعه، (به خصوص مسائل سیاسی) مسائل مربوط به زنان و مسائل مربوط به ورزش.
شرکت او در انتخابات مجلس ششم با شکست همراه بود، که باعث کناره‌گیری او از فعالیت‌های سیاسی شد. فائزه هاشمی همچنین رئیس شاخه زنان حزب کارگزاران سازندگی است.
هاشمی از مخالفان جدی محمود احمدی‌نژاد بود و در جریان انتخابات ریاست جمهوری ایران (۱۳۸۸) از میرحسین موسوی حمایت می‌کرد. وی در اعتراضات پس از انتخابات ریاست‌جمهوری ۱۳۸۸ حضور فعالی داشت و در تظاهرات روز ۳۰ خرداد نیز برای مدت کوتاهی دستگیر شد. فائزه هاشمی در روز اعتراضات جنبش سبز در ۱ اسفند ۱۳۸۹، برای دومین بار، در خیابان ولی‌عصر، بالاتر از تقاطع فاطمی بازداشت شد، که این بار نیز پس از مدت کوتاهی، آزاد گردید.
فرزند او، حسن لاهوتی نیز در تاریخ ۲ فروردین ۱۳۸۹، در بدو ورود به ایران بازداشت شد. دادستان تهران در ۳ فروردین ۱۳۸۹، دربارهٔ بازداشت لاهوتی گفت: «لاهوتی با پذیرش تودیع وثیقه ۷۳ میلیون تومانی به دستور بازپرس و تأیید دادستان تهران از زندان آزاد شد. پرونده اتهامی حسن لاهوتی با تکمیل تحقیقات به دادگاه نیز ارسال خواهد شد.»
مرضیه افخم
مرضیه افخم دیپلمات ایرانی، از دهم شهریور ۱۳۹۲ در زمان وزارت محمد جواد ظریف سخنگوی وزارت امور خارجه ایران شد. وی از سال ۱۳۹۴ تا ۱۳۹۸ سفیر ایران در مالزی بود. او اولین سفیر زن جمهوری اسلامی ایران است. افخم همچنین اولین سخنگوی زن وزارت امور خارجه ایران بود.
معصومه ابتکار
در جریان انتخابات ریاست جمهوری ایران (۱۳۸۸)، در ابتدا زمزمه‌هایی از حضور ابتکار در عرصه انتخابات و کاندیداتوری وی شنیده می‌شد، اما در نهایت با کاندیداتوری میرحسین موسوی، معصومه ابتکار از کاندیداتوری صرف نظر کرده و در بیانیه‌ای صراحتاً از میرحسین موسوی حمایت کرد. او در بند پایانی این بیانیه نوشت:
«ضمن احترام به مواضع شجاعانه آقای کروبی، مناسب‌ترین گزینه را برای اداره قوه مجریه در دوره آتی، آقای میرحسین موسوی نخست‌وزیر محبوب روح‌الله (ره) می‌دانم.»
در دومین مستند انتخاباتی میرحسین موسوی وی به بررسی مسائل و مشکلات زنان و تبعیض جنسیتی در ایران پرداختند.
در سال ۱۳۸۵ به عنوان عضو سومین دوره شورای اسلامی شهر تهران از سوی مردم برگزیده شد، او کمیته محیط زیست را در این شورا برای نخستین بار با حدود ۲۰ کارگروه تخصصی راه اندازی کرد و مسئولیت این کمیته را برعهده گرفت. ابتکار در دولت دوازدهم نیز از سوی رئیس‌جمهور به عنوان معاون رئیس‌جمهور در امور زنان و خانواده منصوب شد.
در جلسات رأی اعتماد مجلس شورای اسلامی به وزرای پیشنهادی حسن روحانی، علیرضا زاکانی، در مخالفت با محمدعلی نجفی، وزیر پیشنهادی وزارت آموزش و پرورش ضمن اشاره به حوادث پس از انتخابات ریاست جمهوری ایران (۱۳۸۸) گفت: «من در شورای عالی هلال‌احمر بودم. زمانی که گروه‌ها برای سرکشی به منازل آسیب دیدگان فتنه می‌رفتند، خانواده‌ها می‌گفتند قبل از شما آقای نجفی با خانم م. الف آمده و گفته‌اند که ما نماینده موسوی و کروبی هستیم.
تنها کتابی که از وقایع درون سفارت تسخیر شده آمریکا در تهران به زبان انگلیسی نگارش یافته‌است، کتاب معصومه ابتکار است. این کتاب به زبان‌های فارسی و عربی نیز ترجمه شده‌است. دومین کتاب وی با نام «خوشه‌های شهریور» حاوی وقایع و اتفاقات ایران در سالهای ۱۳۷۶ تا ۱۳۸۴ است که با نگاه ویژه به روندهای زیست‌محیطی و سیاسی آن دوران اشاره می‌کند. کتاب صلح و اخلاقیات طبیعی او نیز ر خصوص محیط زیست و صلح انتشار یافته‌است.
الهه کولایی
وی مدتی در روزنامه اطلاعات روزنامه‌نگاری کرد و بعد در وزارت خارجه ایران مشغول به کار شد. پس از آن مدیر آموزش و معاون آموزشی دانشکده حقوق و علوم سیاسی دانشگاه تهران شد و همزمان در چند دانشگاه دیگر نیز تدریس می‌کرد.
سهیلا جلودارزاده
وی اولین زن عضو هیئت رئیسه مجلس شورای اسلامی در دوره ششم مجلس شورای اسلامی بود او خود را داعیه دار مبارزه با خرافاتی دانست که به نام اسلام حقوق زنان را محدود می کرد و انجام اصلاحات قانونی در این خصوص نیز جزو کار های ایشان بوده ایشان در دوره دهم مجلس شورای اسلامی با کسب ۱٬۳۳۳٬۳۲۷ به عنوان نفر سوم حوزه انتخابیه تهران، ری، شمیرانات، اسلامشهر و پردیس وارد مجلس شورای اسلامی شدند جلودارزاده در مجلس پنجم دست به اقدام مهمی زد و قانون محاسبه مهریه به نرخ روز را به مجلس برد و به تصویب رساند. قانونی که از آن به عنوان یکی از بهترین قوانین حمایتی برای زنان پس از انقلاب یاد می‌شود.